# Playa de Santa Ana
La Playa de Santa Ana está en el concejo de Valdés, en el occidente del Principado de Asturias (España) y pertenece al pueblo de Querúas. Forma parte de la Costa Occidental de Asturias y está enmarcada en el Paisaje protegido de la Costa Occidental de Asturias.

## Descripción
Tiene forma de suave concha con una longitud aproximada de unos 150 m y una anchura media de 40 m. El lecho está formado por arenas oscuras de tamaño medio mezclado con grandes losas de piedra. La ocupación y urbanización son escasas a pesar de que sus accesos son fáciles, peatonales e inferiores a unos 500 m.
Para acceder a la playa, que está totalmente rodeada de grandes acantilados hay que localizar el pueblo de Querúas. Como curiosa referencia del camino, hay que llegar hasta la única cabina telefónica que hay y coger la pista de la izquierda. Unos metros más adelante hay una pista que rodea el pueblo y se debe tomar primer el camino que sale a la derecha y hacer lo mismo a continuación, es decir, volver a tomar el camino de la derecha en la siguiente desviación. Se llega a un pequeño aparcamiento donde se puede dejar el vehículo y muy cerca, a unos 20 m se encuentra una bonita caída de agua así como el acceso a la playa.
La playa no tiene ningún servicio, hay una desembocadura fluvial y allí suelen estar presentes casi siempre una buena bandada de cormoranes moñudos. Las actividades recomendadas son la pesca submarina y la deportiva a caña.